# Thrash Rally
Thrash Rally est un jeu vidéo de course développé par ADK et édité par SNK en 1991 sur Neo-Geo MVS, Neo-Geo AES et en 1994 sur Neo-Geo CD (NGM 038),,.

## Voiture
| Nom (Japon)    | Nom (Êtats-Unis) | Nom réel                    |
| -------------- | ---------------- | --------------------------- |
| Lancian Deleta | Blaster LX       | Lancia Delta Integrale 16v  |
| Toyot GT-Four  | Land Crusher     | Toyota Celica GT-Four ST165 |
| Nissun GTI-R   | Warp ATV         | Nissan Pulsar GTI-R         |
| Citraen ZX     | Turbo GT         | Citroën ZX Rallye-raid      |
| Mitsuboshi     | Thunderjet       | Mitsubishi Pajero           |
| Parsche 911    | OD 6000X         | Porsche 953                 |
| Offroad Bike   | Offroad Bike     | Yamaha YZE750T              |
| Sand Buggy     | Sand Buggy       | Buggy                       |
| Camion         | Camion           | Tatra 815                   |